# Moonsund

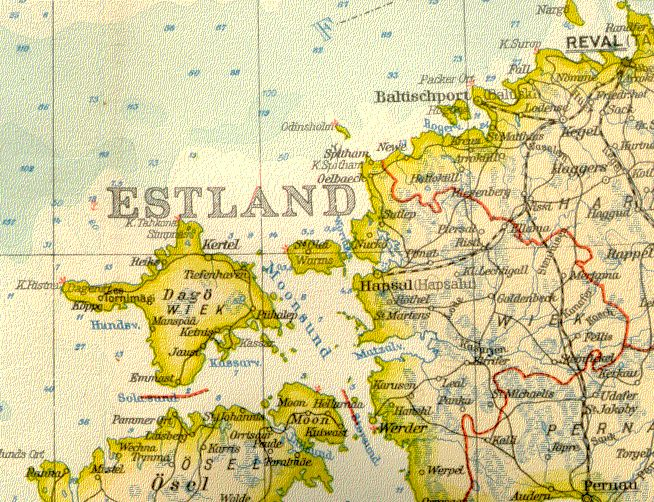
Svensk karta från 1926 över kusten omkring Dagö

Moonsund (estniska: Väinameri, åld. Muhu väin) är ett sund och havsområde som skiljer de estniska öarna Ösel och Dagö från fastlandet. Det ligger i den västra delen av landet, 120 km sydväst om huvudstaden Tallinn. Söder om Moonsund ligger öarna Moon (som namngett Moonsund) och Ösel och norrut ligger Dagö och Ormsö. Moonsund har förbindelse med Östersjön i norr via Hares sund och Ose sund på varsin sida om Ormsö samt i väster genom Sölasund. I söder har Moonsund förbindelse med Rigabukten via Lillsund och Storsund på varsin sida om ön Moon.